# Piave (vino)
Piave è la denominazione di un vino a DOC prodotto nelle provincie di Treviso e Venezia intorno al basso corso del Piave.

## Disciplinare
La precedente denominazione Piave o Vini del Piave è stata abolita nel 2011; nel nuovo disciplinare sono stati rimosse le tipologie Cabernet Sauvignon, Pinot bianco, Pinot grigio, Pinot nero e Malanotte del Piave. Quest'ultimo è diventato una DOCG autonoma.
- Approvato con DPR 11.08.1971 G.U. 242 – 24.09.1971
- Modificato con DPR 05.11.1981 G.U. 148 – 01.06.1982
- Modificato con DM 26.06.1992 G.U. 160 – 09.07.1992
- Modificato con DM 18.10.2007 G.U. 251 – 27.10.2007
- Modificato con DM 08.09.2008 G.U. 222 – 22.09.2008
- Modificato con DM 22.12.2010 G.U. 4 – 07.01.2011 (S.O. n. 6)
- Modificato con DM 30.11.2011 G.U. 295 – 20.12.2011 Pubblicato sul sito ufficiale del Mipaaf
- Modificato con D.M. 12.07.2013 Pubblicato sul sito ufficiale del Mipaaf
- Modificato con D.M. 07.03.2014 Pubblicato sul sito ufficiale del Mipaaf

## Zona di produzione
In Provincia di Treviso, l'intero territorio dei comuni di Arcade, Breda di Piave, Casale sul Sile, Cessalto, Chiarano, Cimadolmo, Codognè, Fontanelle, Godega di Sant'Urbano, Gorgo al Monticano, Mareno di Piave, Maserada sul Piave, Monastier di Treviso, Oderzo, Ormelle, Ponte di Piave, Ponzano Veneto, Portobuffolé, Povegliano, Roncade, Salgareda, San Biagio di Callalta, San Fior, San Polo di Piave, Santa Lucia di Piave, Spresiano, Vazzola, Zenson di Piave e parte del territorio dei comuni di Carbonera, Casier, Gaiarine, Mansuè, Mogliano Veneto, Orsago, Preganziol, Silea, Villorba, Colle Umberto, Conegliano, Cordignano, Giavera del Montello, Montebelluna, Motta di Livenza, Nervesa della Battaglia, Paese, San Vendemiano, Susegana, Trevignano, Vittorio Veneto e Volpago del Montello.
In Provincia di Venezia, l'intero territorio dei comuni di Fossalta di Piave, Marcon, Meolo, Noventa di Piave, Quarto d'Altino, San Donà di Piave e parte del territorio dei comuni di Venezia, Ceggia, Eraclea, Jesolo, Musile di Piave e Torre di Mosto.

## Storia
Nell'area la vite era coltivata già in epoca preromana, ma è con la dominazione asburgica che la viticoltura rinacque, grazie a studi e sperimentazioni. Il rinnovo degli impianti nel periodo tra le due guerre ha permesso lo sviluppo della viticoltura moderna, tanto che a metà del XX secolo venne creato il consorzio di tutela.

## Tecniche di produzione
Le forme di allevamento consentite sono solo la spalliera semplice e doppia; esclusivamente per i Rabosi si può utilizzare la tradizionale forma "Bellussi".
Se si verifica un'eccedenza di resa dell'uva in vino, purché inferiore al 75%, l'eccedenza deve venire commercializzata come IGP. 
In tutte le tipologie è consentita la correzione con uve, mosti o vini fino al 10%.
È sempre obbligatoria l'indicazione dell'annata di produzione delle uve.

## Tipologie

### Cabernet
È prevista anche la tipologia "riserva", purché abbia un grado alcolometrico di 12,50 % vol. ed estratto secco minimo di 25,00. Entrambe le tipologie non possono essere immesse al consumo prima di 24 mesi.
| uvaggio                        | Cabernet franc e/o Cabernet Sauvignon e/o Carmenère almeno all'85%                             |
| colore                         | rosso rubino, quasi granato se invecchiato                                                     |
| odore                          | vinoso, intenso, caratteristico, gradevole                                                     |
| sapore                         | asciutto, sapido, di corpo, lievemente erbaceo, giustamente tannico, armonico e caratteristico |
| titolo alcolometrico minimo    | 12,00% % vol.                                                                                  |
| acidità totale minima          | 4,50 g/l.                                                                                      |
| estratto secco minimo          | 22,00 g/l                                                                                      |
| resa massima di uva per ettaro | 110 q.                                                                                         |
| resa massima di uva in vino    | 70 %                                                                                           |

### Carmenère
| uvaggio                        | Carmenère 85%                                                  |
| colore                         | rosso rubino intenso, tendente al granato con l'invecchiamento |
| odore                          | erbaceo, caratteristico                                        |
| sapore                         | secco, di corpo, erbaceo, armonico                             |
| titolo alcolometrico minimo    | 12,00% % vol.                                                  |
| acidità totale minima          | 4,50 g/l.                                                      |
| estratto secco minimo          | 22,00 g/l                                                      |
| resa massima di uva per ettaro | 110 q.                                                         |
| resa massima di uva in vino    | 70 %                                                           |

### Chardonnay
| uvaggio                        | Chardonnay 85%                   |
| colore                         | giallo paglierino                |
| odore                          | fine, caratteristico             |
| sapore                         | asciutto, fine, talvolta morbido |
| titolo alcolometrico minimo    | 12,00% % vol.                    |
| acidità totale minima          | 4,50 g/l.                        |
| estratto secco minimo          | 18,00 g/l                        |
| resa massima di uva per ettaro | 120 q.                           |
| resa massima di uva in vino    | 70 %                             |

### Manzoni bianco
Nella presentazione e designazione può essere utilizzato anche il sinonimo Incrocio Manzoni 6.0.13
| uvaggio                        | Manzoni bianco 85%                |
| colore                         | dal giallo paglierino al dorato   |
| odore                          | caratteristico, floreale, intenso |
| sapore                         | secco, armonico, sapido           |
| titolo alcolometrico minimo    | 12,50 % vol.                      |
| acidità totale minima          | 5,00 g/l.                         |
| estratto secco minimo          | 20,00 g/l                         |
| resa massima di uva per ettaro | 120 q.                            |
| resa massima di uva in vino    | 70 %                              |

### Merlot
È prevista anche la tipologia "riserva" purché il vino abbia un grado alcolometrico di 12,50% vol. ed estratto secco di 25,00 g/l. Entrambe le tipologie non possono essere immesse al consumo prima di 24 mesi.
| uvaggio                        | Merlot 85%                                                                       |
| colore                         | rosso rubino, tendente al granato con l'invecchiamento                           |
| odore                          | vinoso, intenso, caratteristico, più delicato, etereo e gradevole se invecchiato |
| sapore                         | asciutto o abboccato, sapido, di corpo, giustamente tannico, armonico            |
| titolo alcolometrico minimo    | 12,00% vol.                                                                      |
| acidità totale minima          | 4,50 g/l.                                                                        |
| estratto secco minimo          | 23,00 g/l                                                                        |
| resa massima di uva per ettaro | 120 q.                                                                           |
| resa massima di uva in vino    | 70 %                                                                             |

### Raboso
Deve essere etichettato come Raboso del Piave.
È prevista anche la tipologia "passito", che può essere posta in vendita solo dopo 18 mesi di affinamento, mentre la tipologia Raboso non può essere immessa al consumo prima di 24 mesi.
|                                | Raboso                                                                                  | Raboso passito                                          |
| uvaggio                        | Raboso Piave e/o Raboso veronese                                                        | Raboso Piave e/o Raboso veronese appassite naturalmente |
| colore                         | rosso rubino carico, tendente al granato con il prolungato invecchiamento               | rosso rubino carico, tendente al granato                |
| odore                          | vinoso, marcato, tipico, con profumo di violetta con il prolungarsi dell'invecchiamento | vinoso, caratteristico, tipico                          |
| sapore                         | secco, austero, sapido, giustamente tannico, leggermente acidulo                        | austero, sapido, giustamente tannico, acidulo           |
| titolo alcolometrico minimo    | 12,00 % vol.                                                                            | 15,00% vol. di cui almeno 13,00% vol. svolto            |
| acidità totale minima          | 6,00 g/l.                                                                               | 6,00 g/l                                                |
| estratto secco minimo          | 23,00 g/l                                                                               | 26,00 g/l.                                              |
| resa massima di uva per ettaro | 130 q.                                                                                  | 130 q.                                                  |
| resa massima di uva in vino    | 70 %                                                                                    | 50%                                                     |

### Rosso
Deve venire etichettato "Piave", senza l'indicazione del colore. È prevista anche la tipologia "riserva" purché il vino abbia un grado alcolometrico di 12,50% vol. ed estratto secco di 25,00 g/l e venga immesso al consumo dopo 24 mesi.
| uvaggio                        | Merlot per almeno il 50%                                                  |
| colore                         | rosso rubino anche intenso se giovane, tendente al granato se invecchiato |
| odore                          | vinoso, intenso e gradevole                                               |
| sapore                         | asciutto, armonico, con eventuale percezione gradevole di legno           |
| titolo alcolometrico minimo    | 12,00% % vol.                                                             |
| acidità totale minima          | 4,50 g/l.                                                                 |
| estratto secco minimo          | 23,00 g/l                                                                 |
| resa massima di uva per ettaro | 120 q. (per il Merlot)                                                    |
| resa massima di uva in vino    | 70%                                                                       |

### Tai
| uvaggio                        | Tocai friulano 85%                                     |
| colore                         | giallo paglierino chiaro, tendente al verdognolo       |
| odore                          | delicato, gradevole, caratteristico, non molto intenso |
| sapore                         | asciutto, fresco, armonico, lievemente aromatico       |
| titolo alcolometrico minimo    | 12,00% vol.                                            |
| acidità totale minima          | 4,50 g/l.                                              |
| estratto secco minimo          | 18,00 g/l                                              |
| resa massima di uva per ettaro | 120 q.                                                 |
| resa massima di uva in vino    | 70 %                                                   |

### Verduzzo
È prevista anche la tipologia "passito", che può essere posta in vendita solo dopo 12 mesi di affinamento.
|                                | Verduzzo                                    | Verduzzo passito                                                   |
| uvaggio                        | Verduzzo trevigiano e/o Verduzzo friulano   | Verduzzo trevigiano e/o Verduzzo friulano                          |
| colore                         | dal giallo dorato al giallo paglierino      | giallo dorato più o meno intenso, talvolta ambrato                 |
| odore                          | vinoso, delicato, caratteristico, gradevole | caratteristico, intenso, gradevole                                 |
| sapore                         | asciutto, sapido, armonico e gradevole      | dolce, caldo, armonico con eventuale percezione gradevole di legno |
| titolo alcolometrico minimo    | 11,50% vol.                                 | 15,00% vol. di cui almeno 12,00 % vol. svolti                      |
| acidità totale minima          | 4,50 g/l.                                   | 4,50 g/l                                                           |
| estratto secco minimo          | 18,00 g/l                                   | 22,00 g/l.                                                         |
| resa massima di uva per ettaro | 120 q.                                      | 120 q.                                                             |
| resa massima di uva in vino    | 70 %                                        | 50 %                                                               |